# 北部消防署 (釜山広域市)
北部消防署（プクプしょうぼうしょ）は釜山消防本部所属の消防署である。

## 沿革
- 1979年8月6日 - 開署。管轄は北区。
- 1989年1月1日 - 北区の一部を江西区に分離したため、管轄が北区と江西区（一部）になる。
- 1995年3月1日 - 北区の一部を沙上区に分離したため管轄区域に沙上区が加わる。
- 2002年8月21日 - 江西消防署設置に伴い江西区を分離。管轄区域が北区と沙上区になる。

## 管轄区域
- 沙上区
- 北区

## 119安全センター
| 119安全センター                       | 住所                  | 管轄区域                                           |
| ------------------------------------- | --------------------- | -------------------------------------------------- |
| 三楽119安全センター （消防署兼用）    | 沙上区三徳路17        | 沙上区のうち三楽洞、掛法洞、徳浦1、2洞             |
| 甘田119安全センター                   | 沙上区伽倻大路1078    | 沙上区のうち甘田洞                                 |
| 亀浦119安全センター                   | 北区万徳大路652       | 北区のうち亀浦1、3洞、徳川1、2、3洞、万徳1、2、3洞 |
| 華明119安全センター                   | 北区金谷大路268       | 北区のうち華明1、2、3洞                            |
| 周礼119安全センター                   | 沙上区ヤンジ路22      | 沙上区のうち周礼1、2、3洞                          |
| 毛羅119安全センター （119救助隊設置） | 北区白楊大路950       | 北区のうち亀浦2洞 沙上区のうち毛羅1、3洞           |
| 鶴章119安全センター                   | 沙上区鶴甘大路89      | 沙上区のうち鶴章洞、厳弓洞                         |
| 金谷119安全センター                   | 北区金谷大路616       | 北区のうち金谷洞                                   |
| 万徳119安全センター                   | 北区ハンバクボン路142 | 北区のうち万徳1、2、3洞                            |